# Fatih Akın
Fatih Akın (Hamburg, 1973. augusztus 25. –) Goya-díjas török származású német filmrendező, 2004-ben a Berlini Nemzetközi Filmfesztiválon Arany Medve-díjjal jutalmazták Fallal szemben című filmjéért.

## Élete és munkássága
Akın török bevándorlók gyermekeként Hamburgban született, 2000-ben végezte el a Hamburgi Szépművészeti Főiskola vizuális kommunikáció szakát. Játékfilm-rendezőként 1998-ban debütált Kurz und schmerzlos című munkájával, mellyel elnyerte a Bayerischer Filmpreis legjobb debütáló rendezőnek járó díját. A Fallal szemben Akın negyedik filmje, melyet több díjjal is kitüntettek, többek között a berlini filmfesztivál Arany Medve díjával is. 2005-ben Isztambul zenei életéről forgatott filmet Crossing the Bridge: The Sound of Istanbul címmel.
2006-ban a német rendőrség nyomozást indított ellene, mert egy olyan pólót viselt, ahol George W. Bush nevében lévő „s”-betű helyén egy náci horogkereszt volt látható. A rendező mindezekre a következőket válaszolta:
„Bush politikáját a Harmadik Birodaloméhoz lehet hasonlítani. Úgy vélem, mióta Bush az elnök, Hollywood olyan filmeket gyárt a Pentagon rendelésére, melyekkel például a kínzásokat és Guantanamót próbálják megmagyarázni. Meg vagyok róla győződve, hogy a Bush-adminisztráció egy harmadik világháborút akar kirobbantani. Azt gondolom, hogy fasiszták.”
2007-ben Akın A másik oldalon (The Edge of Heaven) című filmje elnyerte a cannes-i filmfesztivál legjobb forgatókönyvének járó díjat.
Akın filmjeiben legtöbbször a Németországban élő törökök helyzetével foglalkozik.

## Filmjei
- Sensin - Du bist es! (1995)
- Getürkt (1996)
- Villanás az egész (1998)
- Júliusban (2000)
- Solino (2002)
- Elfelejtettünk hazamenni (2003)
- Fallal szemben (2004)
- Európa-képek (2004)
- Át a hídon - Isztambul hangjai (2005)
- Soul Kitchen (2006)
- A másik oldalon (2007)
- New York, I Love You (2008)
- The Cut (2014)
- Goodbye Berlin (2016)
- Sötétben (2017)
- Az aranykesztyű (2019)

## Díjai
- 1998 Bajor Filmdíj,[8] legjobb debütáló rendező:[9] Kurz und schmerzlos
- 2004 Berlini Nemzetközi Filmfesztivál, Arany Medve: Fallal szemben
- 2004 Európai Filmdíj, Legjobb európai film: Fallal szemben
- 2007 Antalya Arany Narancs Filmfesztivál, legjobb rendező: A másik oldalon
- 2007 Bajor Filmdíj, legjobb rendező:[10] A másik oldalon
- 2007 Lux-díj: A másik oldalon
- 2007 Cannes-i Fesztivál, legjobb forgatókönyv: A másik oldalon
- 2017 Golden Globe, legjobb idegen nyelvű film: Sötétben